# St. Elisabeth (München-Haidhausen)

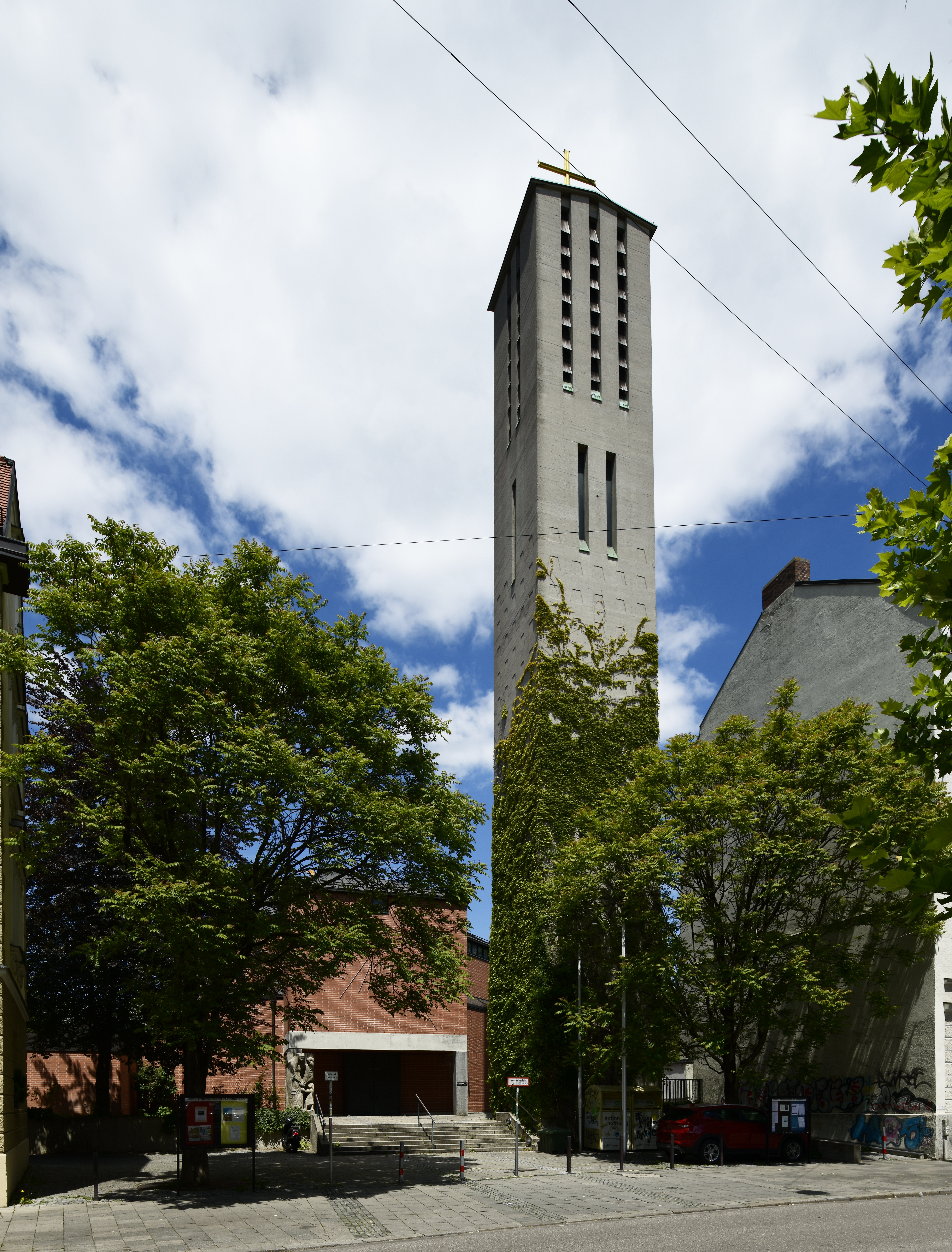
St. Elisabeth: Turm von 1956, ziegelfarbiger Bau von 1995

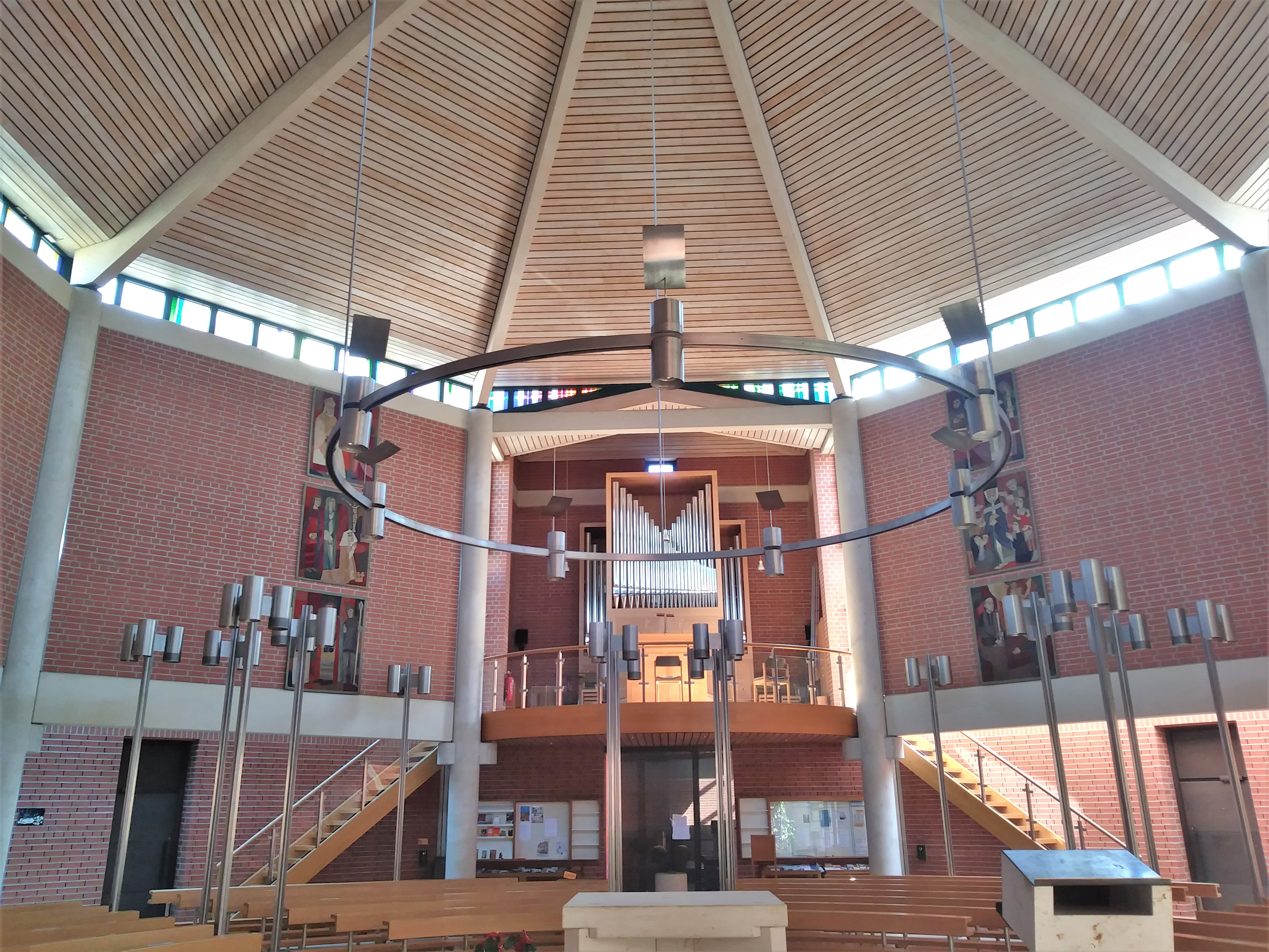
St. Elisabeth von innen

Die Pfarrkirche St. Elisabeth in München-Haidhausen ist eine 1956 erbaute und 1995 neugebaute römisch-katholische Kirche. Sie steht in der Breisacher Straße 9a.

## Geschichte
Im Jahr 1956 wurde auf Initiative von Kardinal Joseph Wendel und Pfarrer Alois Leinfelder die Kuratie St. Elisabeth gegründet und mit dem Bau der Kirche begonnen. Den vielen Reisenden, die damals den Ostbahnhof nutzten, sollte eine Sonntagsmesse angeboten werden, und die drei anderen Haidhauser Pfarreien sollten entlastet werden.
Die erste Kirche wurde von Michael Steinbrecher als querrechteckiger Bau mit vorgezogener Altarinsel entworfen. Das Bauwerk war jedoch zu groß geplant.
Um 1980 führte die Stadt München bei der Planung der U-Bahn U5, die nahe der Kirche verläuft, eine genaue Prüfung des Bauwerks durch und stellte erhebliche Mängel fest. In einigen Stahlbetonpfeilern fand sich statt Beton Luft und rostige Armierung. Die Kirche musste deshalb abgebrochen werden.  Nur der Turm konnte stehen bleiben, weil er besser gebaut worden war; er steht exakt über dem Tunnel und beherbergt ein vierstimmiges Bronzegeläute der Glockengießerei Bachert in Schlagtonfolge dis1 – fis1 – gis1 – h1 aus den Jahren 1958 und 1963.
Nach längerer Diskussion erhielt Herbert Groethuysen den Auftrag, eine neue, kleinere Kirche zu entwerfen. Er entwarf die Form eines gleichseitigen Achtecks mit anliegenden Begegnungsräumen. 1993 begann der Abriss der alten Kirche.
Am 26. November 1995 wurde das Kirchenzentrum durch Kardinal Friedrich Wetter geweiht.
Von Florian Lechner wurden die Glasfenster am Eingang, an der Tabernakelwand und das obere  Lichtband gestaltet.

## Ausstattung
Auf Initiative des Kirchenbauvereins wurden Ausstattungsstücke aus der früheren Kirche verwendet, so die Kreuzwegstationen von Alfred Schöpffe, der Kruzifix-Korpus, die Apostelfiguren von Roland Friederichsen und die Elisabeth-Gobelins.

### Orgel

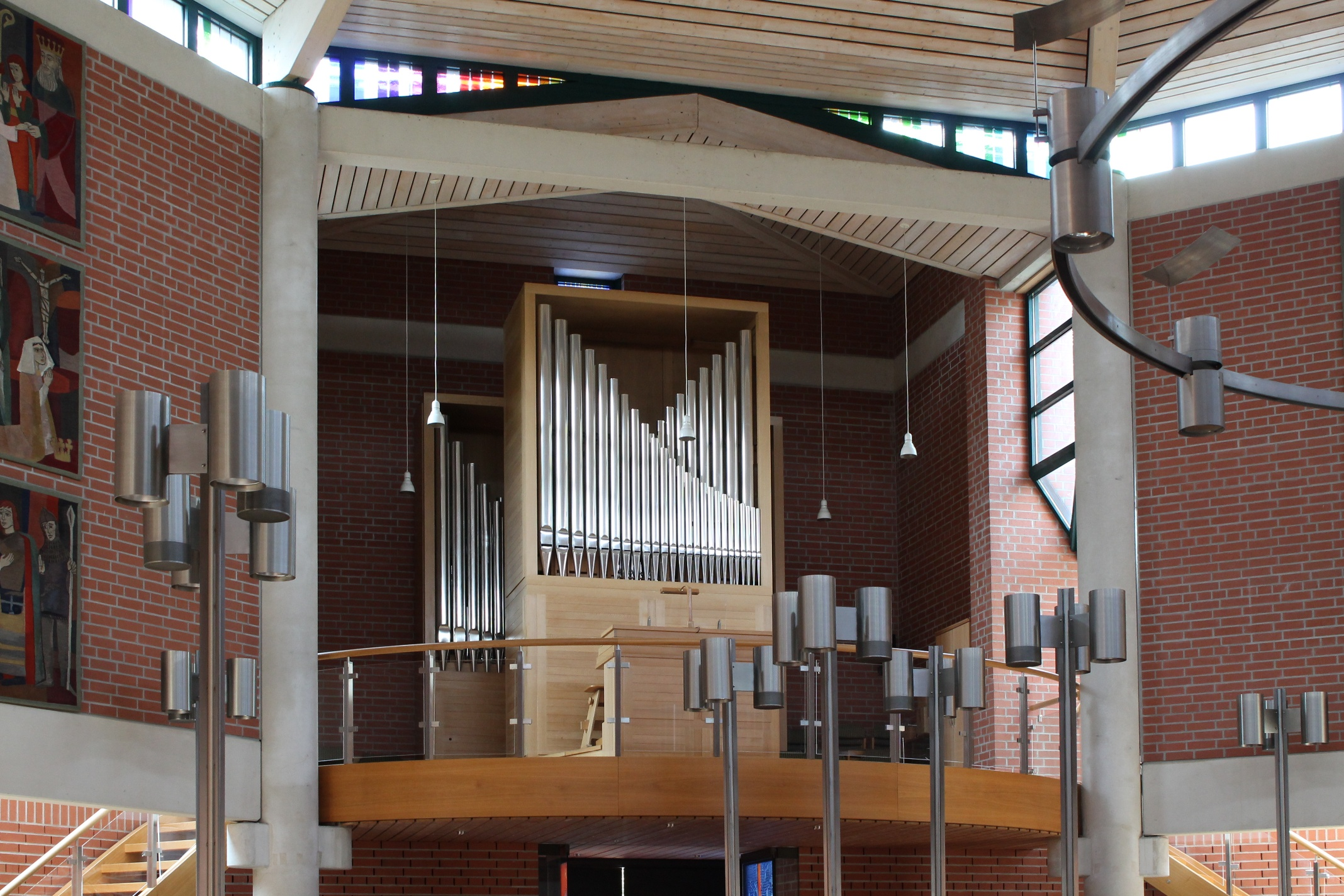
Die Orgel

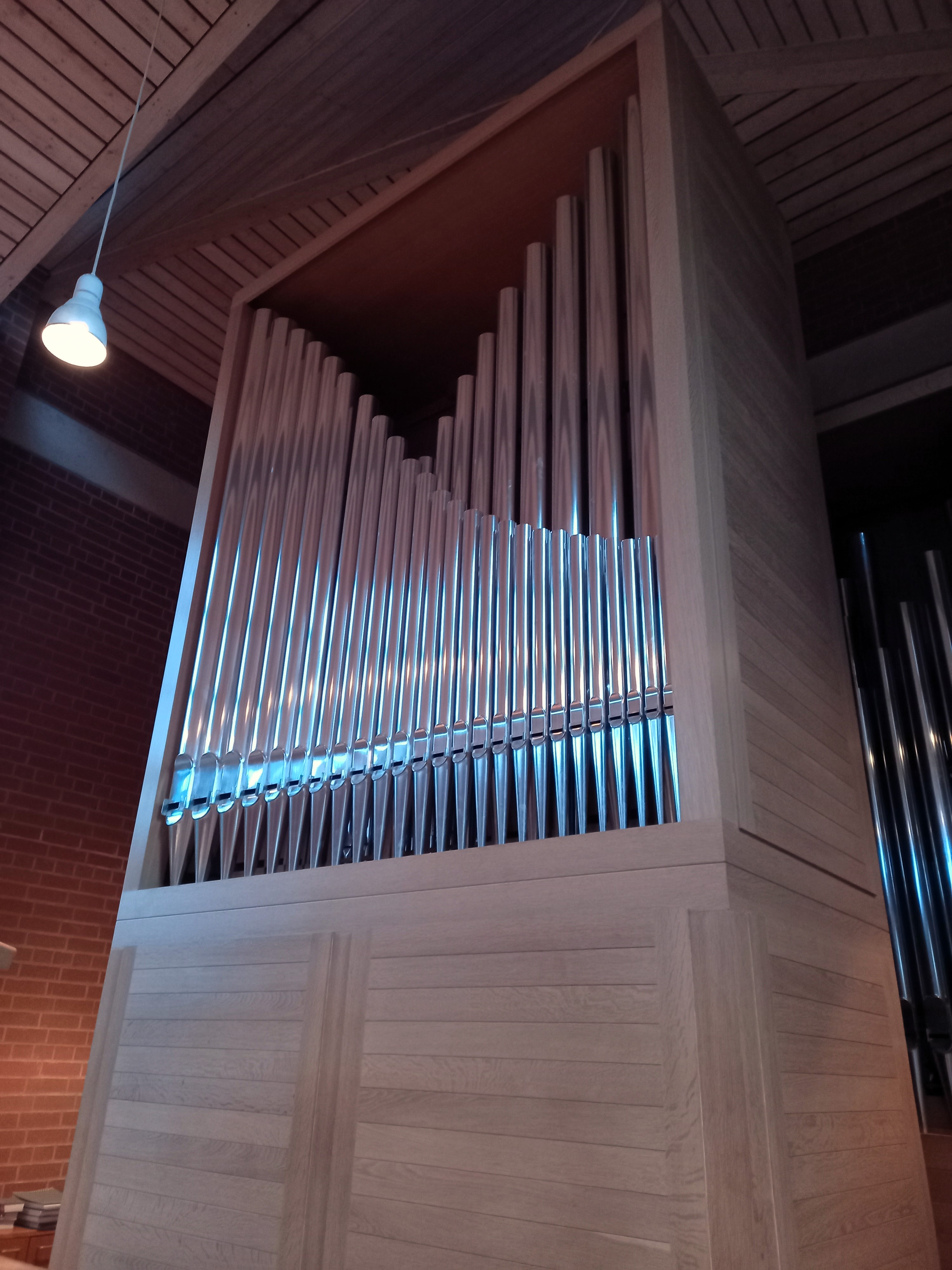
Prospekt der Orgel

Die Orgel mit 23 Registern auf zwei Manualen und Pedal wurde im Jahr 2000 von Dieter Schingnitz gebaut. Die Disposition lautet:
| I Hauptwerk |        |
| Bourdon     | 16′    |
| Prinzipal   | 8′     |
| Flöte       | 8′     |
| Oktave      | 4′     |
| Dulcian     | 4′     |
| Quinte      | 2 ⁄3′  |
| Oktave      | 2′     |
| Terz        | 1 3⁄5′ |
| Mixtur IV   | 1 ⁄3′  |
| Trompete    | 8′     |
| Tremulant   |        |

| II Schwellwerk        |       |
| Gedeckt               | 8′    |
| Salicional            | 8′    |
| Schwebung             | 8′    |
| Flöte                 | 4′    |
| Fugara                | 4′    |
| Nasat                 | 2 ⁄3′ |
| Blockflöte            | 2′    |
| Harmonia aetherea III | 2 ⁄3′ |
| Oboe                  | 8′    |
| Tremulant             |       |

| Pedal     |     |
| Subbaß    | 16′ |
| Oktavbaß  | 8′  |
| Choralbaß | 4′  |
| Posaune   | 16′ |

- Koppeln:  II/I, II/P, I/P
- Bemerkungen: Schleiflade, mechanische Spiel- und Registertraktur